# Arnaud Noury
Pour les articles homonymes, voir Noury.
Arnaud Noury, né le 17 juin 1973 à Aix-en-Provence, est un archéologue océaniste,, et ingénieur en informatique français spécialiste de la préhistoire du Pacifique et de la culture Lapita. Sa thèse de doctorat à l'université de La Rochelle en 2011 a eu comme sujet : « De la poterie Lapita à la Parole des premières sociétés d'Océanie : les décors et la société Lapita ».
Il a par ailleurs réalisé plusieurs logiciels informatiques destinés à l'archéologie, notamment Kalimain en 2006, en collaboration avec l'ingénieur et ethno-archéologue, Jean-Michel Chazine. Il s'agit d'un programme informatique qui permet d'analyser les empreintes de mains négatives dans les grottes préhistoriques,,,.
Concernant le logiciel « Kalimain », et des possibiltés que ce programme permet de réaliser, Olivier Boulanger, rédacteur pour la Cité des sciences, à Paris, précise ceci :

« En septembre 2005, résolument décidé à décrypter les fresques de Bornéo, Jean-Michel Chazine s'entretient avec Arnaud Noury, un ancien archéologue devenu informaticien et lui demande s'il serait envisageable de réaliser un logiciel permettant d'identifier l'appartenance sexuelle des empreintes – selon le « principe de Manning » – à partir de simples photographies. Pour Arnaud Noury, le défi ne semble pas insurmontable et, quelques semaines plus tard, son logiciel baptisé Kalimain est prêt à être testé sur des images de la grotte Gua Masri II. »

— Olivier Boulanger, 23 janvier 2006.
En 2000, alors qu'il étudie les motifs ornant les poteries de la civilisation Lapita, l'archéologue océaniste conçoit un programme informatique baptisé « Lapitadraw ». Ce logiciel permet aux spécialistes de mieux appréhender et répertorier ces motifs selon leurs formes géométriques.

## Carrière

### Fouilles et recherches archéologiques

La culture Lapita, principal chantier de fouilles archéologiques d'Arnaud Noury
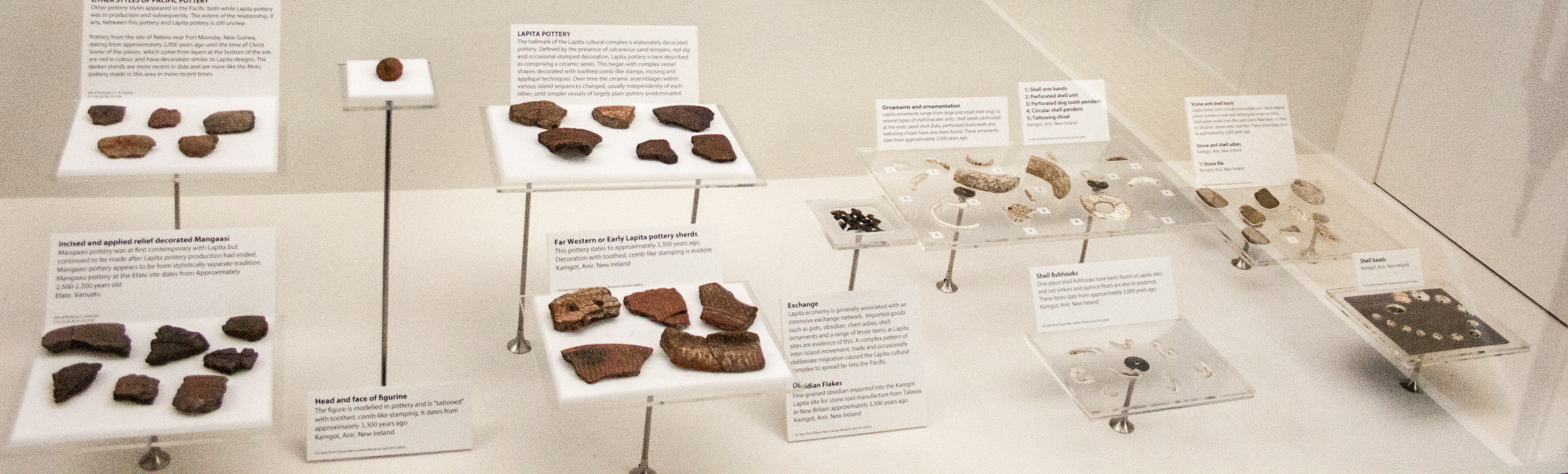
Tessons de céramiques issus de la culture de Lapita.
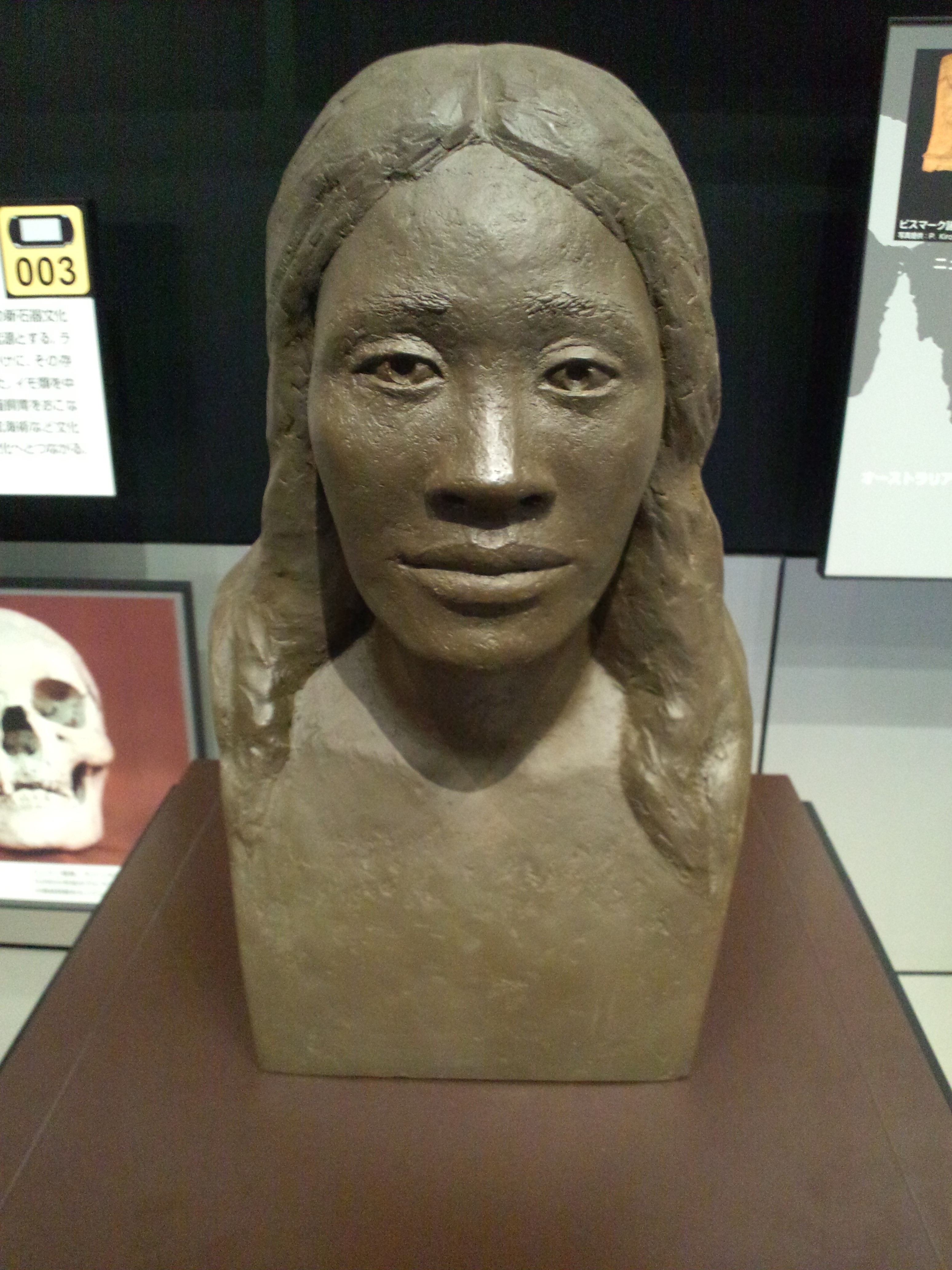
Reconstitution d'un buste de femme appartenant à la civilisation de Lapita.
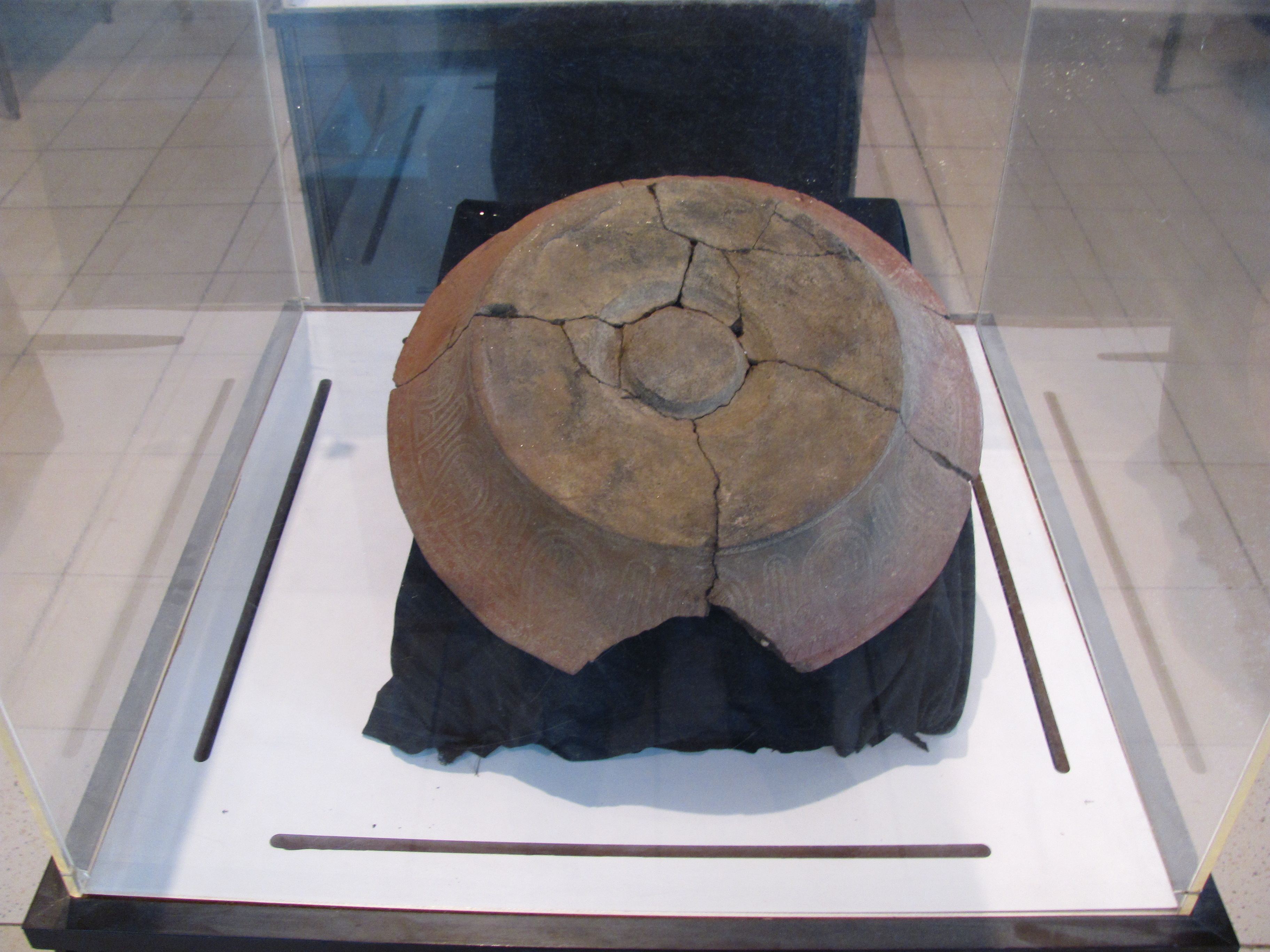
Poterie Lapita.
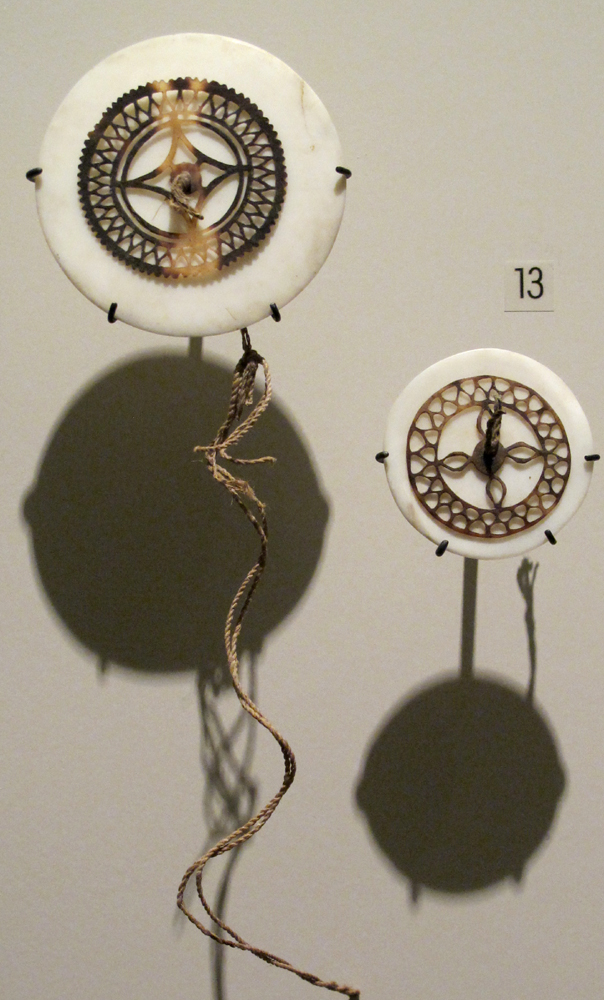
Objets d'apparat frontaux, culture de Lapita.

## Publications
- Le reflet de l'âme Lapita, Versailles, 2005 (BNF 15032671)
- Les Lapita, nomades du Pacifique, IRD Éditions, 2011  (ISBN 978-2709917162)
- Grammaire Lapita, Andromaque éditions, 2012  (ISBN 978-1471752674)
- Le Lapita, à l'origine des sociétés d'Océanie, 2013  (ISBN 978-1291372847)
- Des boucliers qui attirent les lances, 2019  (ISBN 978-0-244-77660-2)
- La Naissance de Sina. Le Cycle de Tafai. Mythologie de la préhistoire océanienne, volume 1, 2021  (ISBN 978-1008983861)
- L'île des Femmes. Mythologie de la préhistoire océanienne, volume 2, 2021  (ISBN 978-1667162324)
- La Déesse Amoureuse. Mythologie de la préhistoire océanienne, volume 3, 2023  (ISBN 978-1470904654)

## Articles
- 2006 : (avec la collab. de Jean-Michel Chazine), « Grottes ornées : le sexe des mains négatives », Archéologia, no 429,‎ 2006, p. 8-11.
- 2006 : (avec la collab. de Jean-Michel Chazine), « Identification sexuelle des empreintes de mains négatives de Gua Masri II (Est-Kalimantan/Indonésie) », INORA, no 44,‎ 2006, p. 21-26 (lire en ligne [PDF])(+version anglaise)
- 2007 : (en) « Lapita period modelled ceramic face from New Caledonia », Archaeology in Oceania, no 42,‎ 2007, p. 28–30 (DOI 10.1002/j.1834-4453.2007.tb00012.x)
- 2017 : (en) « What is that bird ? Pros and cons of the interpretation of Lapita pottery motifs », Journal of Pacific Archaeology, vol. 8, no 2,‎ 2017
- 2019 : (en) « Along the roads of the Lapita people: Designs, groups and travels », dans S Bedford and M. Spriggs (eds), Debating Lapita: Distribution, Chronology, Society and Subsistence, Canberra, Australie, ANU Press, coll. « Terra Australis » (no 52).